# Dirk Urban
Dirk Urban (Neumünster, 14 gennaio 1969) è un ex pesista tedesco, vincitore di un argento europeo indoor nel 1996.

## Palmarès
| Anno | Manifestazione   | Sede       | Evento         | Risultato | Misura  | Note |
| ---- | ---------------- | ---------- | -------------- | --------- | ------- | ---- |
| 1987 | Europei juniores | Birmingham | Getto del peso | 6º        | 16,54 m |      |
| 1996 | Europei indoor   | Stoccolma  | Getto del peso | Argento   | 20,04 m |      |
| 1996 | Olimpiadi        | Atlanta    | Getto del peso | 13º       | 19,39 m |      |